# Dietrich Scholler
Dietrich Scholler ist ein deutscher Romanist und seit 2011 Professor an der Johannes Gutenberg-Universität Mainz.

## Leben
Nach dem Studium (1984–1991) der Romanistik, Germanistik und Philosophie in Venedig, Wien, Tours und Berlin erwarb er 1988 die Beifachprüfung (Italienisch, Freie Universität Berlin), 1990 das Philosophicum (Philosophie und Erziehungswissenschaften, FU Berlin), 1992 das erste Staatsexamen (Französisch und Deutsch, FU Berlin), 1994 das zweite Staatsexamen (Senatsverwaltung für Schule Berlin), 1995 das Latinum (Senatsverwaltung für Schule Berlin), 2000 die Abilitazione (Lehrbefähigung) für die Sekundarstufe II (scuole superiori) in der Lombardei und 2001 die Promotion im Fach Romanische Philologie an der FU Berlin. Nach der Habilitation 2011 für das Fach Romanische Philologie an der Ruhr-Universität Bochum ist er seit 2011 Professor am Romanischen Seminar der Johannes Gutenberg-Universität Mainz.

## Schriften (Auswahl)
- Umzug nach Encyclopaedia. Zur narrativen Inszenierung des Wissens in Flauberts „Bouvard et Pécuchet“. Berlin 2002, ISBN 3-89693-719-7.
- Transitorische Texte. Hypertextuelle Sinnbildung in der italienischen und französischen Literatur. Göttingen 2017, ISBN 3-8471-0649-X.